# Acrosarco
L'acrosarco è un frutto semplice, esso abbandona la pianta madre senza rilasciare i semi i quali rimangono protetti dal frutto anche durante la loro diffusione, si dice perciò indeiscente. La parte che circonda il seme (pericarpo) è indifferenziato, in quanto manca lo strato che dovrebbe ricoprire il seme (endocarpo), la buccia del frutto (esocarpo) è carnosa e accrescente, essa prende origine dal perianzio o dal ricettacolo. L’acrosarco è una bacca da ovario infero, ovvero è concresciuto con le pareti interne del ricettacolo e appare al di sotto del calice.

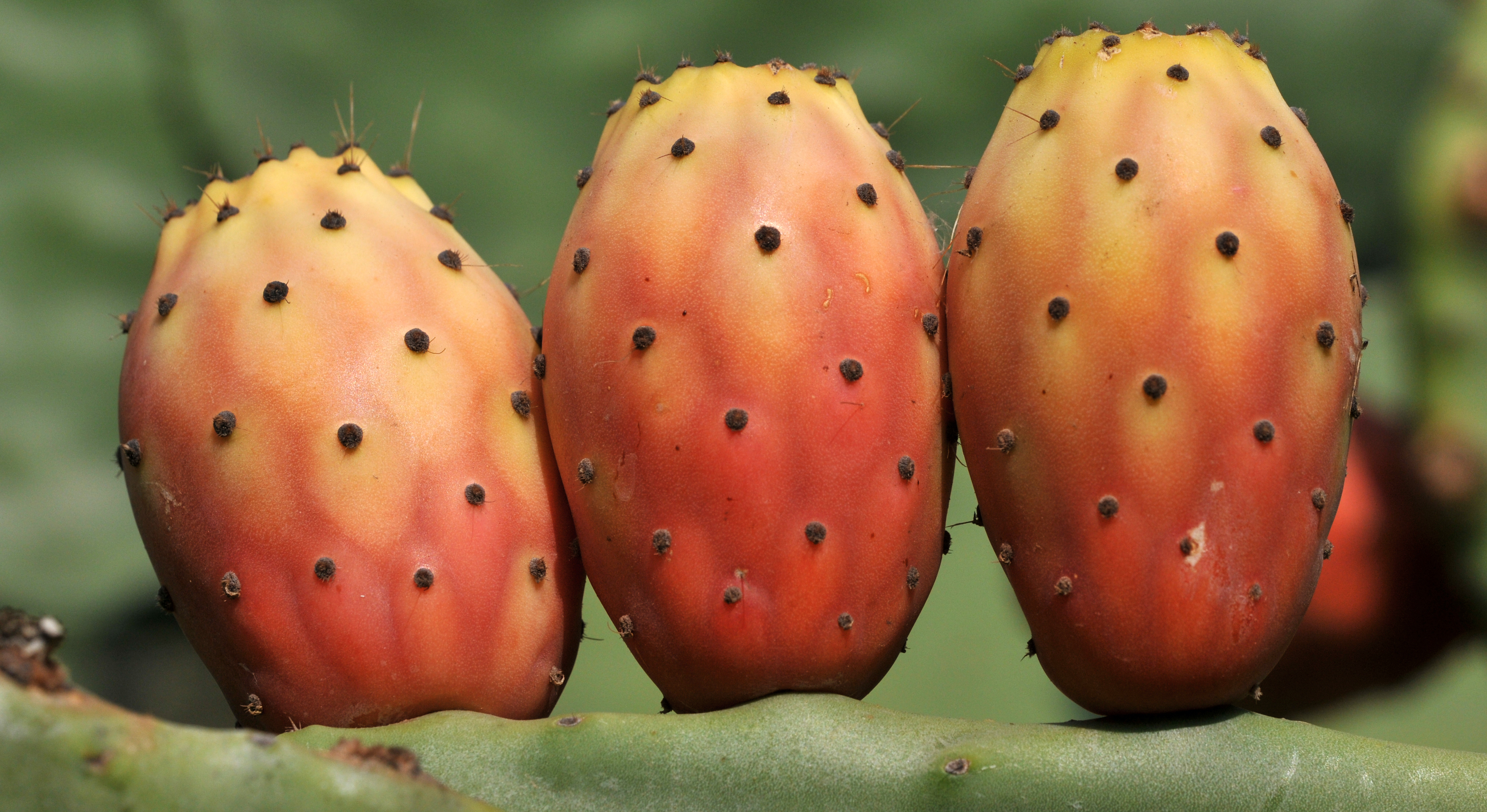
Fico d'India

## Esempi
L'esempio tipo del acrosarco è il frutto del Opuntia ficus-indica, comunemente conosciuto come fico d'India. Il frutto del fico d'India è una bacca carnosa, ha una sola cavità che alloggia i semi (uniloculare), ma ne contiene molti (polispermica), il suo peso varia da 150 a 400 g. Deriva dall’ovario infero aderente al ricettacolo fiorale perciò viene spesso considerato un falso frutto. Un altro esempio di acrosarco è Cistus salviifolius, Il frutto è giallo ed è una sorta di bacca il cui rivestimento deriva dal perianzio. I semi sono immersi in una polpa vischiosa.